# Vitrinella massarita
Vitrinella massarita är en snäckart som beskrevs av Dall 1927. Vitrinella massarita ingår i släktet Vitrinella och familjen Vitrinellidae. Inga underarter finns listade i Catalogue of Life.